# Velika Gata
Velika Gata falu Bosznia-Hercegovinában, Bihács községben, a Bosznia-hercegovinai Föderáció Una-Szanai kantonjában. 

## Fekvése
Bihács központjától légvonalban 12, közúton 16 km-re északra a Horvátország felé vezető izačići határátkelő közelében található. A hely másik neve Gata Ilidža. A Gata szó azt jelenti, hogy kád, a török Ilidža (Ilica) név pedig azt jelenti, hogy fürdő. Velika Gata a Bisovac hegyétől a Kordun határáig húzódó dombos vidéken terül el. Régi településrészei a Bisovac alatt található Srpska Gata, a Korana felé található Čerkezovac, a karsztsíkságon fekvő Brezik, valamint a Rujnicáig húzódó Rastovača. Egykor Mala Peća és Bugar falvak is ide tartoztak.

## Népessége
| Nemzetiségi csoport | Népesség 1991 | Népesség 2013 |
| ------------------- | ------------- | ------------- |
| Szerb               | 58            | 1             |
| Bosnyák             | 603           | 451           |
| Horvát              | 2             | 9             |
| Jugoszláv           | 5             | 0             |
| Egyéb               | 3             | 42            |
| Összesen            | 1382          | 1094          |

## Története
A Gata környéken, valamint az egész Bihácsi mezőn a római kultúra és a mindennapi élet számos maradványa található. Itt élt az illír japodi törzs, amely különféle víz- és forráskultuszokat ápolt, ebből fejlődött ki a római fürdő agglomeráció. A rómaiak ideérkezésével a forrást elfalazták és fürdőként használták, ami minden római tartományban gyakori módszer volt. A római kultúrában és társadalmi életben a fürdők különleges helyet foglaltak el, amelyet hódításaik és gyarmatosításaik során sem adtak fel. A fürdő építésekor kihasználták a víz gyógyászati tulajdonságait, mellyel a rómaiak leggyakrabban megszüntették a torokgyulladással és ízületi gyulladással, valamint a túlzott evés-ivás következményeivel kapcsolatos panaszokat, és ezzel a római közösségben egy új rekreációs és szociális központ jött létre.
Gatáról az első írásos emlékek a 13. századra nyúlnak vissza. Területén két középkori templom alapja is megtalálható, az egyik Čerkezovacon a Koranánál fekvő Gavranić Brodnál, a másik a Kamenjak hegy alatt. A föld alkalmasabb állattartásra, de a lakosság a túlzsúfoltság miatt inkább mezőgazdasággal foglalkozott.

## Nevezetességei
- A Velika Gatán termálvizes források találhatók. A termálvíz hőmérséklete 32-39 °C, ásványtartalma 1327-1491 mg/l. Ezt a területet mérsékelt hegyvidéki éghajlat jellemzi, míg a környező területek éghajlatára a forró, száraz nyarak, és a csapadékos és hideg telek jellemzők, így a termálvizek párologtatása miatt Gata még a tél közepén is oázisnak tűnik a sivatagban. A természeti viszonyok egy egészségügyi intézmény – a Gata Spa – megnyitását is lehetővé tették.

- A Kamenjak-hegy alatt késő középkori keletelt templom alapfalai találhatók, melynek hosszúsága 11 méter, szélessége 8 méter.[4]

- A Čerkezovac nevű településrészen egy a helyeik által Grčka crkvának, azaz görög templomnak nevezett másik középkori templom maradványai láthatók. Hosszúsága 11 méter, szélessége 6,5 méter volt, apszisa a keleti végében található. Az apszisban egy 14.-15. századi sírkövet is találtak. A templom helye máig feltáratlan.[4]

- Krnja nevű településrészén egy domináns magaslat platóján őskori, ókori és középkori erődítmény maradványai találhatók. A maradványok egy 120x80 méteres területet határolnak. Ennek a déli szélén állt az őskori erőd. Északnyugati sarkában találhatók a római kori erőd maradványai, melynek központi épülete egy 10x7 méteres torony volt. M. Karanović ezen a helyen határozta meg a középkori, 1563-ban lerombolt Toplički Turanj nevű erőd maradványait is. A helyszínen Václav Radímsky (1893) és M. Karanović (1925) végzett feltárásokat.[5]

## Fordítás
- Ez a szócikk részben vagy egészben  a   Velika Gata című bosnyák Wikipédia-szócikk ezen változatának fordításán alapul.  Az eredeti cikk szerkesztőit annak laptörténete sorolja fel. Ez a jelzés csupán a megfogalmazás eredetét és a szerzői jogokat jelzi, nem szolgál a cikkben szereplő információk forrásmegjelöléseként.